# Tetrazol
A tetrazol egy heteroaromás (aromás heterociklusos) vegyület. Öttagú gyűrűt tartalmaz, gyűrűjében négy nitrogénatom található. Stabil vegyület, ez azért meglepő, mert a négy nitrogénatomos láncrészletet tartalmazó vegyületek általában nagyon instabilak. Stabilitása aromás jellegével magyarázható. Az azolok közé tartozik. Kristályos vegyület, olvadáspontja 155 °C. Olvadáspontján bomlás nélkül szublimál. Az oldhatósága vízben nagyon jó. Szerkezete levezethető a triazolok egyik metincsoportjának (−CH=) nitrogénatomra cserélésével. A tetrazol iminocsoportja (−NH−) proton leadására képes, savas jellegű. Ezért a tetrazolnál is fellép a tautoméria jelensége, mint általában az azoloknál. A két tautomer az 1H-tetrazol és 2H-tetrazol jelöléssel különböztethető meg.

## Kémiai tulajdonságai
A tetrazol sokkal erősebb sav, mint a triazol. Savi erőssége az ecetsavéhoz áll közel (pKs: 4,89-4,90). A nitrogéntartalmú heterociklusos vegyületek savi erőssége a nitrogénatomok számával (pirrol → tetrazol irányba haladva) fokozatosan nő. Ennek az a magyarázata, hogy nő a gyűrű elektronszívása, és ezzel a proton leadásakor keletkező anion stabilitása is növekszik.
A tetrazol annak ellenére stabil vegyület, hogy a gyűrűjében négy nitrogénatomot tartalmaz (a négy nitrogénatomos láncrészletet tartalmazó vegyületek általában nagyon könnyen bomlanak). A stabilitás a vegyület aromás kötésrendszerével magyarázható. Nem érzékeny savakra és lúgokra, füstölgő sósav hatására is csak 200 °C-on bomlik. Az aromás gyűrű stabilitására utal az is, hogy a C-alkil-tetrazolok lúgos közegben kálium-permanganáttal tetrazol-5-karbonsavvá oxidálhatók. Az 5-amino-tetrazolból diazóniumsó állítható elő, ez is a vegyület aromás jellegére utal. A keletkező diazóniumsó az aromás diazóniumsókra jellemző tulajdonságokat mutat.

## Előállítása
A tetrazol, az alapvegyület az azoimid és a hidrogén-cianid addíciós reakciójával állítható elő az alapanyagok abszolút alkoholos oldatát zárt csőben 2-3 napig 100 °C-ra melegítve. A folyamat az 1,2,3-triazol acetilénből és azoimidből történő előállításával analóg. A hozam nagyon jó (80%), de az azoimid robbanékonysága és a hidrogén-cianid toxicitása miatt nem alkalmas nagyobb mennyiségű tetrazol előállítására.
Sokféle eljárás létezik tetrazolszármazékok szintézisére. A benzimino-etiléter azoimiddel 5-fenil-tetrazollá alakítható, aminoguanidinből salétromsavval és nátrium-nitrittel 5-amino-tetrazol állítható elő.